# 阿尔萨格
阿尔萨格（法語：Arsague，法語發音：[aʁsaɡ]）是法国朗德省的一个市镇，属于达克斯区。

## 地理
阿尔萨格（43°34'49"N, 0°47'46"W）面积7.18 平方千米，位于法国新阿基坦大区朗德省，该省份为法国西南部沿海省份，是法國本土面积第二大的省，北起吉倫特省，西临大西洋，南至大西洋比利牛斯省，东临热尔省，东北与洛特-加龍省接壤。
与阿尔萨格接壤的市镇（或旧市镇、城区）包括：阿穆、卡斯泰勒萨拉赞、蒂勒、博尼特。

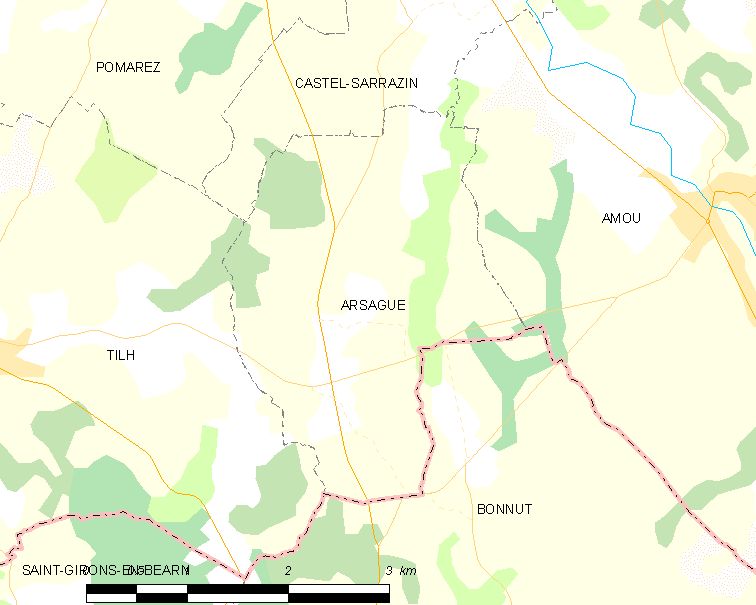
阿尔萨格的OSM定位图

阿尔萨格的时区为UTC+01:00、UTC+02:00（夏令时）。

## 行政
阿尔萨格的邮政编码为40330，INSEE市镇编码为40011。

## 政治
阿尔萨格所属的省级选区为沙洛斯山坡县。

## 人口

1962-2008年间阿尔萨格人口变化图示

阿尔萨格于2022年1月1日时的人口数量为342人。